# Campeonato Mundial de Ciclismo em Estrada de 1953
Os Campeonatos do mundo de ciclismo de estrada de 1953 celebrou-se na localidade suíça de Lugano a 30 e 31 de agosto de 1953.

## Resultados
| Evento                     | Ouro                     | Ouro       | Prata                      | Prata    | Bronze                 | Bronze   |
| -------------------------- | ------------------------ | ---------- | -------------------------- | -------- | ---------------------- | -------- |
| Provas masculinas          |                          |            |                            |          |                        |          |
| Homens - carreira em linha | Fausto Coppi · Itália    | 7h 30' 59" | Germain Derijcke · Bélgica | + 6' 22" | Stan Ockers · Bélgica  | + 7' 33" |
| Amador - carreira em linha | Ricardo Filippi · Itália | 4h 59' 19" | Gastone Nencini · Itália   | m.t.     | Rik van Looy · Bélgica | m.t.     |